# Japanse School van Amsterdam
De Japanse School van Amsterdam (The Japanese School of Amsterdam (JSA), Japans: アムステルダム日本人学校 Amusuterudamu Nihonjin Gakkō) is een internationale school in Amsterdam.
In 1979 is deze school opgericht en heeft ongeveer tweehonderd leerlingen. Voor jonge kinderen van tijdelijk in Nederland gedetacheerde Japanse werknemers is het essentieel dat ze Japans onderwijs krijgen. Het Japanse schrift moet al op jonge leeftijd worden bijgebracht en dat kan op deze school. Daarnaast brengt deze school Japanse cultuur over. De school heeft jarenlang een uitwisselingsprogramma met de basisschool De Oudvaart in Sneek. Er is ook een Japanse school in Rotterdam en in Brussel (Japanse School van Brussel).